# Grielum sinuatum
Grielum sinuatum är en tvåhjärtbladig växtart som beskrevs av Martin Heinrich Karl von Lichtenstein och William John Burchell. Grielum sinuatum ingår i släktet Grielum och familjen Neuradaceae. Inga underarter finns listade i Catalogue of Life.